# إذاعة صوت الشعب (سوريا)
إذاعة صوت الشعب هي إذاعة سورية، تبث من العاصمة السورية دمشق.

## التاريخ
افتتحت إذاعة صوت الشعب في عام 1978.
- بدأت إذاعة صوت الشعب بثها بتاريخ 15 يونيو 1978 على مدى ثماني ساعات على فترتين: الفترة الأولى من السادسة وحتى العاشرة صباحًا، والفترة الثانية من الخامسة حتى التاسعة مساءً.
- في العام 1998 أصبح إرسالها متواصلًا لمدة اثنتي عشر ساعة من السادسة صباحًا حتى السادسة مساءً.
- في 1 يناير 2012 تم تمديد الإرسال أربع ساعات إضافية ليصبح من السادسة صباحًا حتى العاشرة مساءً.
- في 1 يناير 2013 تم تمديد الإرسال ليصبح حتى الثانية بعد منتصف الليل.
- مع الذكرى الخامسة والثلاثين لانطلاق الإذاعة 15 يونيو 2013 تم تمديد الإرسال ليصبح أربعًا وعشرين ساعة، وقد تخصصت هذه الإذاعة بتقديم البرامج الشعبية والخدمية وبرامج المنظمات الشعبية ومركز المحافظات.

وكانت الإذاعة في البداية ترسل برامجها على فترتين، بعد ذلك اتصل بثها وأصبح ممتدًا من الساعة السادسة صباحًا وحتى السادسة مساءً، وكان إرسالها يغطي بعض المناطق من سورية، ومع دخول الأجهزة الفنية الحديثة وتقوية محطات البث الإذاعي، أصبحت إذاعة صوت الشعب تغطي بإرسالها جميع المدن السورية بالإضافة إلى الدول المجاورة وايضًا يمكن سماع البث المباشر عن طريق النت في كل العالم.

## البرامج
إذاعة صوت الشعب الكلمة من القلب، إذاعة سورية تُعنى بقضايا واهتمامات المواطنين ونجاحاتهم عبر شبكة مراسليها في المحافظات السورية، وهي خدمية من خلال اهتمامها بالبرامج الخدمية التي تقدمها في كل مجال، ومن خلال اهتمامها بأخبار المحافظات السورية بمدنها وأريافها، بالإضافة إلى برامج المنظمات الشعبية، اهتمامها الرئيسي بشؤون الناس حيث تتوجه للمجتمع السوري بشرائحه وتنقل إبداعاته ونجاحاته، وتلقي الضوء على مشاكله وهمومه من خلال طرحها على المسؤولين في محاولة لإيجاد الحلول لها، كما تهتم بالمغتربين السوريين في كافة أنحاء العالم وتتواصل معهم للتعرف عللى نشاطاتهم ونجاحاتهم وإبداعاتهم في بلاد الاغتراب وذلك من خلال برامج تتواصل بها مع المغتربين، تهتم الإذاعة بالتراث السوري والحضارة السورية وتخصص مساحات كبيرة من بثها للأغنية والتراث الغنائي السوري، تم اعتماد شعارها «كلمة من القلب» بتاريخ 1/1/2012 كما تم اعتماد لوغو خاص بالإذاعة بتاريخ 1 يناير 2012.

## البث
تبث إذاعة صوت الشعب برامجها على الموجات المتوسطة AM التالية:
- دمشق والمنطقة الجنوبية على تردد 666 كيلو هرتز
- المنطقة الشمالية على التردد 1314 كيلو هرتز
- المنطقة الوسطى على التردد 1125 كيلو هرتز
- المنطقة الشرقية على التردد 954 كيلو هرتز كما تبث برامجها على موجات FM التالية
- دمشق وريفها – درعا – القنيطرة – السويداء على التردد 98.3 ميغا هرتز
- حلب وريفها – إدلب وريفها على التردد 99.4 ميغا هرتز
- السويداء وريفها –درعا وريفها – القنيطرة– شمال الأردن على التردد 87.8 ميغا هرتز
- الساحل السوري – سهل الغاب على التردد 91.7 ميغا هرتز
- جنوب تركيا – شمال حلب – إدلب وريفها على التردد 90.3 ميغا هرتز
- الثورة والرقة وريفها على التردد 96.9 ميغا هرتز
- الحسكة وريفها والمنطقة الشرقية على التردد 93 ميغا هرتز
- النبي صالح – طرطوس وريفها والمنطقة الساحلية على التردد 93 ميغا هرتز
- دير الزور وريفها على التردد 90.9 ميغا هرتز
- المالكية – وريف الحسكة على التردد 92.5 ميغا هرتز
- كما يمكن متابعة بث إذاعة صوت الشعب على البث الفضائي للمحطات الإذاعية Syria R2
- كما يمكن متابعة الإذاعة على شبكة الإنترنت عبر موقع الهيئة العامة للإذاعة والتلفزيون.

## إغلاق الإذاعة
توقف بث إذاعة صوت الشعب بقرار من وزارة الإعلام بتاريخ 4 يناير 2017 في إطار خفض النفقات التي تعاني منها ميزانية الوزارة بسبب الأوضاع في البلاد، بالإضافة إلى إغلاق القناة الأولى الأرضية في التلفزيون السوري بعد 56 عاما على بدأ البث، وإغلاق أيضا قناة تلاقي قبل إتمامها للعام الثالث على انطلاقها.

## وصلات خارجية
- الموقع الرسمي للهيئة العامة للإذاعة والتلفزيون.